# Bactrocera pura
Bactrocera pura är en tvåvingeart som beskrevs av White 1999. Bactrocera pura ingår i släktet Bactrocera och familjen borrflugor. Inga underarter finns listade.